# Nuoto ai XVIII Giochi del Mediterraneo - 200 metri rana maschili
La gara dei 200 metri rana maschili dei XVIII Giochi del Mediterraneo si è svolta il 23 giugno 2018. Al mattino si sono svolte le batterie, mentre la finale si è disputata nel pomeriggio.

## Podio
| Pos. | Atleta         | Nazione |
| ---- | -------------- | ------- |
|      | Luca Pizzini   | Italia  |
|      | Joan Ballester | Spagna  |
|      | Alex Castejón  | Spagna  |

## Record
Prima della manifestazione il record del mondo (RM) e il record dei Giochi del Mediterraneo (RG) erano i seguenti.
|  | 2'06"67 | Ippei Watanabe     | 29 gennaio 2017 Tokyo  |
|  | 2'09"69 | Melquíades Álvarez | 29 giugno 2009 Pescara |

Durante la competizione non sono stati migliorati record.

## Risultati

### Batterie
| Pos. | Batteria | Corsia | Atleta             | Nazionalità | Tempo   | Note |
| ---- | -------- | ------ | ------------------ | ----------- | ------- | ---- |
| 1    | 1        | 4      | Luca Pizzini       | Italia      | 2'12"75 | Q    |
| 2    | 2        | 3      | Alex Castejón      | Spagna      | 2'13"96 | Q    |
| 3    | 1        | 5      | Joan Ballester     | Spagna      | 2'15"06 | Q    |
| 4    | 1        | 2      | Wassim Elloumi     | Tunisia     | 2'15"81 | Q    |
| 5    | 2        | 4      | Edoardo Giorgetti  | Italia      | 2'15"99 | Q    |
| 6    | 2        | 6      | Aljaž Kerč         | Slovenia    | 2'16"52 | Q    |
| 7    | 1        | 3      | Youssef Elkamash   | Egitto      | 2'16"69 | Q    |
| 8    | 1        | 7      | Ioannis Karpouzlis | Grecia      | 2'17"24 | Q    |
| 9    | 2        | 2      | Berkay Öğretir     | Turchia     | 2'17"92 |      |
| 10   | 2        | 5      | Romanos Alyfantis  | Grecia      | 2'18"22 |      |
| 11   | 2        | 7      | Moncef Balamane    | Algeria     | 2'23"24 |      |
| -    | 1        | 6      | Tomás Veloso       | Portogallo  | DSQ     |      |

### Finale
| Pos. | Corsia | Atleta             | Nazionalità | Tempo   | Note |
| ---- | ------ | ------------------ | ----------- | ------- | ---- |
|      | 4      | Luca Pizzini       | Italia      | 2'09"91 |      |
|      | 3      | Joan Ballester     | Spagna      | 2'13"48 |      |
|      | 5      | Alex Castejón      | Spagna      | 2'13"91 |      |
| 4    | 2      | Edoardo Giorgetti  | Italia      | 2'13"93 |      |
| 5    | 6      | Wassim Elloumi     | Tunisia     | 2'14"88 |      |
| 6    | 7      | Aljaž Kerč         | Slovenia    | 2'16"36 |      |
| 7    | 1      | Youssef Elkamash   | Egitto      | 2'17"57 |      |
| 8    | 9      | Ioannis Karpouzlis | Grecia      | 2'17"72 |      |